# Paschtunen
Paschtunen (paschtunisch پښتانه Paschtāna bzw. Pachtāna), auch Pathanen (von Hindi पठान paṭhān) oder teilweise Afghanen (von persisch افغان Afghān) sind ein iranisches Volk in Süd- und Zentralasien. Weltweit gibt es ca. 50 Millionen Paschtunen, von denen ca. 15 Millionen im nach ihnen benannten Afghanistan leben (ca. 42 % der Landesbevölkerung). In Pakistan leben ca. 23 Millionen Paschtunen, in diesen Zahlen sind 3 Millionen afghanische Flüchtlinge und Hindko eingezählt sowie Menschen, die kein Paschtu (historisch auch Afghanisch) sprechen, aber väterlicherseits paschtunische Vorfahren haben.

## Siedlungsgebiete
Die meisten Paschtunen leben mit rund 23 Mio. Angehörigen in Pakistan in den Provinzen Khyber Pakhtunkhwa, FATA und in Belutschistan (ca. 15 % der Landesbevölkerung). Das sprachlich und kulturell zusammenhängende Gebiet der Paschtunen, das Pakhtunkhwa, wurde 1893 infolge der britischen Kolonialpolitik durch die Durand-Linie geteilt.
Es existieren noch kleinere Gemeinden von Paschtunen in Australien, Afrika, Indien und Südamerika – Nachfahren derer, die dort einst von den Briten als Arbeitskräfte angesiedelt wurden.
Viele Bürger Afghanistans, darunter eine Vielzahl von Paschtunen, flohen während des Bürgerkrieges in den 1990er Jahren auch nach Europa, vor allem nach Großbritannien (ca. 88.000), Deutschland (55.000) und Frankreich (40.000).

## Namensgebung
Das Wort Afghan wird heute nur noch sehr selten bzw. kaum noch als Eigenname der Paschtunen benutzt. Die Paschtunen selbst bevorzugen ihre Eigenbezeichnung Paschtune (auch Pakhtune) gegenüber den Fremdbezeichnungen Pathane oder Afghane.
Der Name Pakhtun hat möglicherweise dieselben Wurzeln wie die beiden afghanischen Provinzen Paktika und Paktiya, welche sich vom Wort Pactyan ableiten, dem Namen eines von Herodot erwähnten iranischen Stammes in der altpersischen Provinz Arachosien, das in etwa dem heutigen Gebiet um Kandahar entspricht.

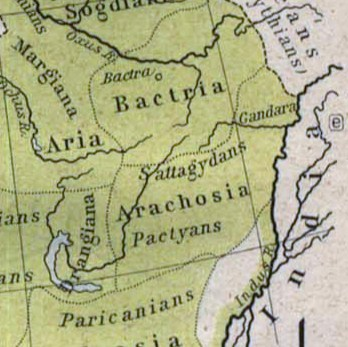
Die östlichen Satrapien der Achämeniden, welches dem Gebiet des heutigen Afghanistan entspricht und auch die „Pactyans“ in Arachosien darstellt.

Die Begriffe Afghan (persisch افغان) oder Paschtun (paschtunisch پښتون) wurden und werden oftmals synonym gebraucht. Der Begriff Pathan (Urdu پٹھان) bzw. (Hindi पठान paṭhān) bzw. Pathanen ist ebenfalls ein Synonym für Paschtunen in Indien, seit der Teilung 1947 auch in Pakistan, vorwiegend außer Khyber Pakhtunkhwa, gebräuchlich. Beide, Afghan und Paschtun, waren bis 1936 offizielle Bezeichnungen für Paschtunen in Afghanistan. Dabei ist Paschtun die Eigenbezeichnung und Afghan (persisch افغان) die Fremdbezeichnung aus dem Persischen, die wohl historisch primär für Stämme aus dem Westen gebraucht wurde, was erklärt, warum bisweilen ein terminologischer Unterschied dergestalt vorgeschlagen wurde, dass Afghan sich auf die Durrani (den westlichsten Stamm) und deren Verbündete beziehe. Die Bezeichnung Afghan als Staatsangehörige Afghanistans wurde 1965 in der Verfassung verankert.
Eine erste Erwähnung findet sich in der Enzyklopädie Bṛhat Saṃhitā des indischen Astronomen und Mathematikers Varahamihira aus dem frühen 6. Jahrhundert. Dort ist von Avagāṇa die Rede. In der wenig später entstandenen Biographie des buddhistischen Pilgers und Übersetzers Xuanzang, verfasst durch seine Schüler Huili und Yencong, wird von chinesisch A-p’o-kien gesprochen als einem Stamm im Norden des Suleiman-Gebirges.
Im persischen geographischen Handbuch Hudūd al-ʿĀlam (982, persisch حدود العالم, ‚Grenzen der Welt‘) ist von „Qabila ha e Afghanan“ (‚Stämme der Afghanen‘) die Rede.
Al-Bīrūnī, ein Wissenschaftler des 11. Jahrhunderts, der Sultan Mahmud von Ghazni nach Indien begleitete, beschreibt in seinen Werken Kitab Tarich al-Hind (persisch تحقیق ماللهند, ‚Indienforschung‘; التفهیم لاوایل صناعة التنجیم Kitāb at-Tafhīm li-Awāʾil Ṣināʿat at-Tanǧīm, verfasst 1029) die „Gebiete der Afghanen“ zwischen Multan bis zu der Suleiman-Gebirgskette südlich vom Hindukusch.
Auch im Buch über Yamin (Kitāb al-Yamīnī) von Abū Naṣr al-ʿUtbī, einer 1020 fertiggestellten Biographie von Mahmud von Ghazni (dessen Beiname Yamīn ad-Daula, rechte Hand des Reiches, lautete), wurde die Bezeichnung Afghan in Zusammenhang mit dem ursprünglichen Siedlungsgebiet der Paschtunen z. B. im heutigen Wazirestan und Khyber Pakhtunkhwa, heute Provinz von Pakistan, gebraucht.
Dschamal ad-Din al-Afghani liefert in seinem auf Arabisch verfassten Tatimmat al-bayān fī tārīḫ al-ʾAfġān (تتمة البيان في تاريخ الأفغان; dt. Einige Folgeaussagen über die Geschichte der Afghanen) eine Erklärung, warum die Paschtunen als Afghanen bezeichnet wurden.

## Hypothesen zur Herkunft
Es gibt keine schriftlichen Quellen, die die Herkunft dieses Volkes eindeutig klären könnten.
Sie sind vielleicht Nachkommen der indoeuropäischen Saken, die sich im Laufe der Zeit mit vielen anderen Völkern der Region vermischt haben. Anderen Theorien zufolge gibt es auch Anzeichen für eine Verwandtschaft mit den historischen Hephthaliten, die einst den Osten Irans und Vorderindien kontrollierten. Untersuchungen des sowjetischen Historikers Juri Gankowski bringen den paschtunischen Stammesnamen Abdali mit dem Wort „Ephtalit“ (= Hephthaliten) in Verbindung. Tatsächlich verlieren sich die Spuren der historischen Hephthaliten nach ihrer vernichtenden Niederlage gegen den sassanidischen Herrscher Chosrau I. (563 bei Buchara) im Hindukusch-Gebirge, sodass hier eine nähere Verwandtschaft – zumindest teilweise – auf der Hand liegt.
Einige paschtunische Stämme behaupten, sie seien die Nachkommen der zehn verlorenen Stämme Israels. So wollen sie die Stammesnamen Barakzai, Ismailkhel, Yossufzai etc. in den ursprünglich hebräisch-jüdischen Namen (Barak, Ismail, Josef (Yossuf) etc.) wiedererkennen. Die Theorie der israelitischen Abstammung der Afghanen rührt aus der Zeit der Mogulherrschaft in Indien und wird in dem persischsprachigen Buch Maḫzan-e Afghāni / persisch مخزن افغانى von Nehmatullah Herawi genauer erklärt. Nach heutigen sprachwissenschaftlichen und genetischen Analysen ist diese Theorie weder glaubhaft noch beweisbar.
Ebenso unbewiesen ist die arabische Abstammung; als gemeinsamer Urahn aller Paschtunen gilt Qais (Kas), der später den Titel „Abdul Rashid“ angenommen haben soll. Qais’ ältester Sohn Sarbanar soll Stammvater der Durranis, sein zweiter Sohn Stammvater der Ghilzai, sein dritter Sohn Stammvater der Kakars (Kandahar) und Safis (Peschawar) gewesen sein.
Fest steht nur, dass die Paschtunen zu Zeiten der Kartiden in den Bergen an den Grenzen Khorasans lebten. Aus der Zeit Baburs kann man aus seinen Memoiren entnehmen, dass die Paschtunen, im damaligen Kontext Afghanen, in den Gebieten südlich von Kabul lebten. Die älteste Erwähnung der Etymologie des Begriffes „Afghane“ ist allerdings auf die Spätantike zurückzuführen, Xuanzang erwähnte in seinen Reisen um das Gebiet des heutigen Afghanistans ein Volk namens „Avagana“, welche laut ihm das Gebiet zwischen Bannu und Ghazni besiedelten, welches sowohl dem historischen als auch heutigem Siedlungsgebiet der Paschtunen entspricht.

## Geschichte

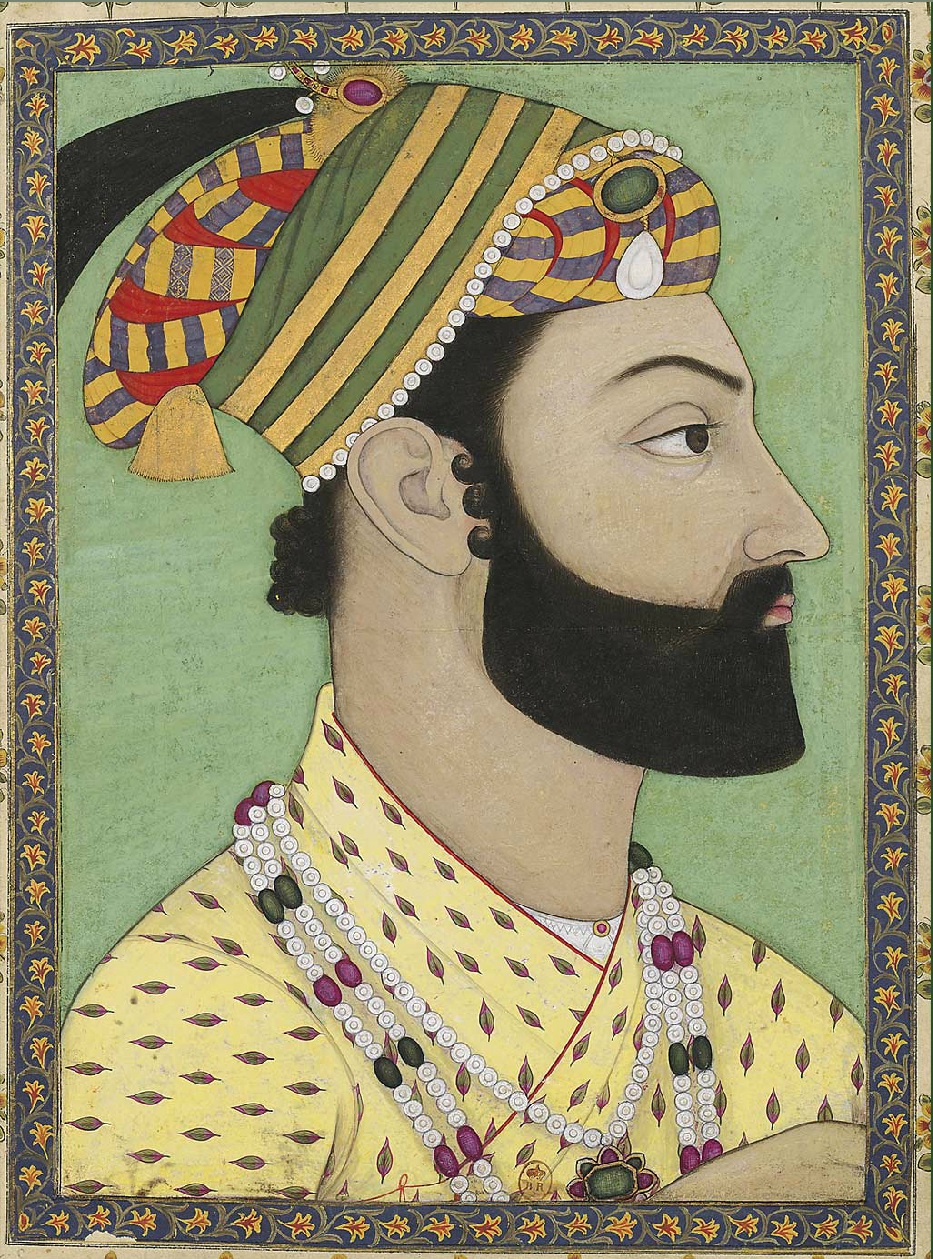
Ahmad Schah Durrani

In der Geschichte der Paschtunen gab es viele Fremdherrscher und Invasoren, so die einfallenden Turkstämme Zentralasiens, die Mongolen, die indischen Moguln und die persischen Safawiden.
Das erste vermutlich paschtunische Reich könnten die Ghuriden gewesen sein. Doch ist deren Herkunft umstritten. Man weiß allerdings, dass sie Angehörige eines iranischen Volkes aus Ghor im heutigen Afghanistan waren und eine Sprache sprachen, die nicht Persisch war. Dies macht Abū l-Fażl Baihaqī in seinem Werk deutlich, in dem er erwähnt, dass die Ghaznawiden aus Ghazni Dolmetscher für ihre Reisen nach Ghor gebraucht hätten. Des Weiteren wird die Khilji-Dynastie in Indien oft sowohl mit Türken als auch mit Paschtunen in Verbindung gebracht. Die Herrschaft der Lodhi in Indien mit Delhi als Hauptstadt (1451–1526) ist das erste Reich, welches eindeutig mit den Paschtunen in Verbindung gebracht werden kann. Doch mit dem Sieg des turko-mongolischen Herrschers Babur (Begründer der Mogul-Dynastie) über Ibrahim, den letzten Lodhi-Sultan, endete auch die paschtunische Herrschaft in Indien. Nur noch ein einziges Mal widersetzten sich die Paschtunen unter der Führung von Scher Schah Suri der Mogulherrschaft und gründeten das Suriden-Reich in Indien, bevor sie von den Moguln endgültig besiegt wurden.
Danach lebten die Paschtunen geteilt unter der Herrschaft der Moguln und Safawiden, bis sich im 18. Jahrhundert der Stamm der Ghilzai unter der Führung von Mir Wais Hotak gegen die Herrschaft der Safawiden erhob und die Hotaki-Dynastie gründete. Der Aufstand der Ghilzai beendete mit dem Sieg Mir Mahmud Hotakis die Herrschaft der Safawiden in Persien. Jedoch konnten sich die Ghilzai nicht lange an der Macht halten, weil die vielen paschtunischen Stämme untereinander zerstritten waren und die Ghilzai als Herrscher nicht akzeptiert wurden. Nur vier Jahre später wurden die Ghilzai von Nadir Schah besiegt und wieder nach Kandahar verdrängt.
Mit dem Tod Nadir Schahs zerfiel Persien wieder in kleinere Staaten, die sich untereinander bekämpften. In jener Zeit war es der einstige General Nadir Schahs, Ahmad Schah Abdali aus dem Stamm der Abdali, der die vielen paschtunischen Stämme vereinen konnte, um für die Unabhängigkeit zu kämpfen. So begründete Ahmad Schah Abdali im Jahre 1747 ein selbstständiges Königreich der Afghanen in der Region Khorasan im Osten Persiens und weitete sein Reich nach Süden, Osten und Nordwesten aus – das Durrani-Reich – und erkämpfte für die Paschtunen ihre endgültige Unabhängigkeit. Im 19. Jahrhundert wurden die 21 Enkelkinder von Ahmad Schah Abdali die Gouverneure von 21 Großprovinzen des Landes. Nach dem Tode seines Sohnes Timor Schah, der die Hauptstadt des Reiches nach einem Loja Dschirga von Kandahar nach Kabul verlegte, bekämpften sich seine 21 Söhne gegenseitig. Schließlich blieb vom zeitweise nach den Osmanen größte muslimischen Königreich jener Zeit nur noch das Gebiet übrig, das offiziell seit 1919 den Namen „Afghanistan“ trägt (übersetzt „Land der Afghanen/Paschtunen“). Abgesehen von kurzen Perioden, z. B. während des Bürgerkriegs Ende des 20. Jahrhunderts, haben Afghanen (Paschtunen) seit 1747 durchgehend das Land regiert.

## Kultur
Die Paschtunen sind überwiegend sunnitische Muslime. Ihre Gesellschaft wird hauptsächlich durch das Stammeswesen mit seinem strengen, stark vom orthodoxen Islam geprägten Ehrenkodex Paschtunwali bestimmt. Die Paschtunen sind in agnatische Stammesgruppen, Sippen und Clans organisiert, die sich auf gemeinsame Ahnen berufen. Ein Volksgefühl existiert bei den meisten in ländlichen Gebieten lebenden Paschtunen bis heute nicht. Vielmehr steht jeder Stamm als Verband für sich und betrachtet andere Stämme zum Teil als fremd und feindlich. So waren bis zum späten 19. Jahrhundert (und in manchen Fällen bis heute) die zwei größten paschtunischen Stämme, die Durranis und Ghilzai, miteinander verfeindet. Bis zum frühen 20. Jahrhundert wurden die Durranis und Ghilzai als zwei unterschiedliche ethnische Gruppen angesehen.
Charakteristische Musikinstrumente sind in Afghanistan vor allem die aus der paschtunischen Volksmusik stammende Zupflaute rubāb, ferner in Afghanistan und Pakistan die Streichlaute sarinda und die zweifellige Fasstrommel dohol oder doholak. Außerdem gehören zur Volksmusik von anderen Regionen übernommene Instrumente wie die endgeblasene Längsflöte nal (narh bei den Belutschen). Volkslieder werden häufig nach indischen Vorbildern von einer Kesseltrommel tabla und einem Harmonium begleitet.
Mit dem Beginn der Rundfunkübertragungen aus Kabul Ende der 1940er Jahre wurden paschtunische Spielweisen in weiten Teilen Afghanistans populär und prägten einen Nationalstil. Neben dem Vortrag von Ghaselen gibt es das bei fast allen Paschtunen gepflegte Volksliedgenre landai mit fünf Versen in einem anapästischen Rhythmus, die mit einer der geläufigen Melodien gesungen werden.

## Stämme

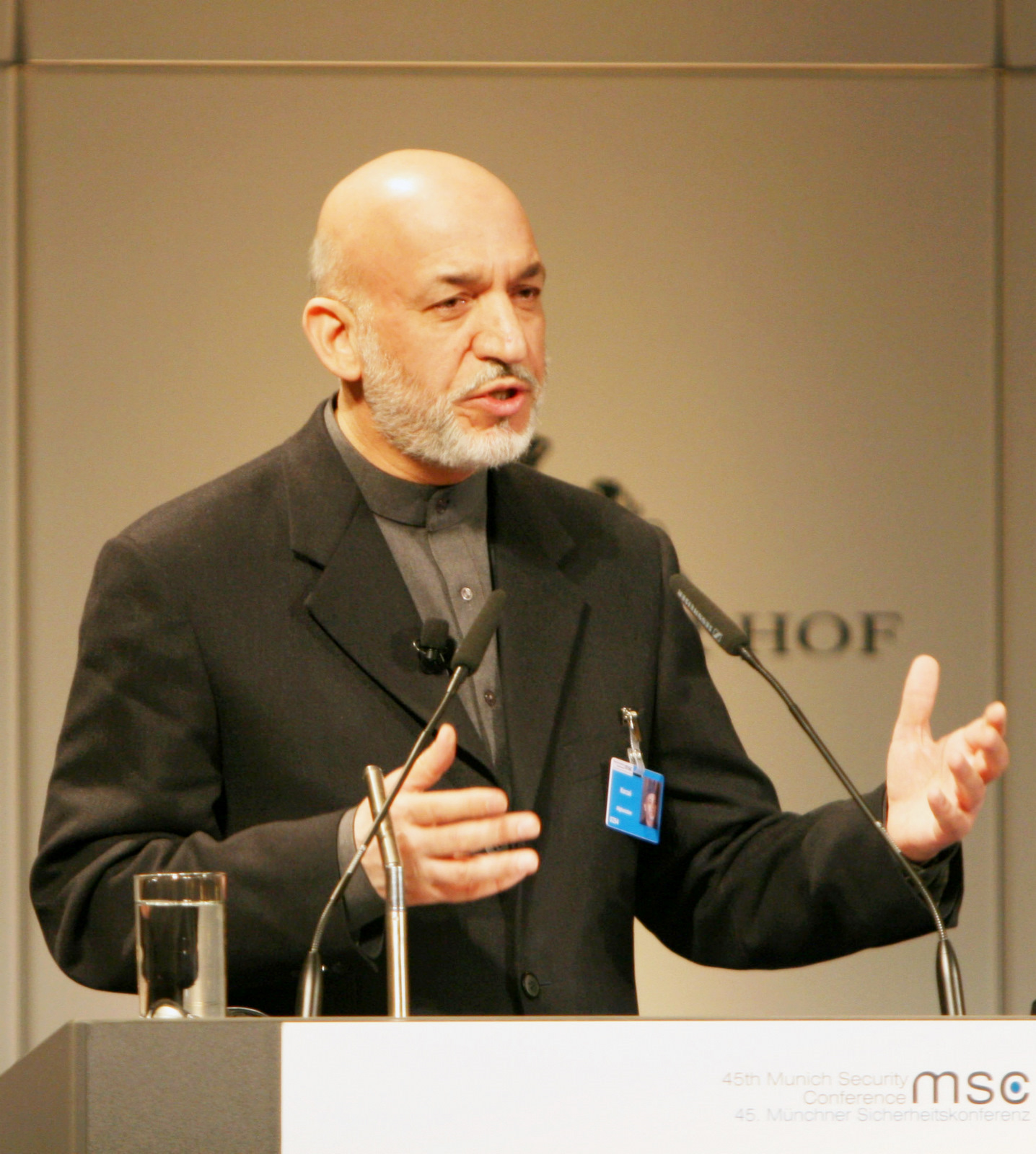
Hamid Karzai, ehemaliger Präsident von Afghanistan, München 2009

Die bekanntesten paschtunischen Stämme sind:
| - Abdali bzw. Durrani - Achakzai - Alekuzai - Afridi - Ahmadzai - Babakarkhel - Baraksai, mit dem Clan Mohamedsai - Ghilzai - Ibrahimkhel - Ishaqsai - Kakar, mit dem Clan Panezai - Kakazai - Kharot - Khattak - Mangal - Mohmand - Mamozai - Noorzai - Oroksai - Oriakhel - Popalsai, hierzu gehört die Karzai-Familie - Safi - Shinwari - Stanekzai - Tarakhel - Wardak - Wasir - Yousafzai - Zadran - Zazai |

Als größte der nomadisch lebenden Stammesgruppen, die allgemein den Paschtunen zugerechnet werden, gelten die Kutschi mit rund 5 Millionen Mitgliedern. Sie genießen nach der afghanischen Verfassung eine Sonderstellung im Staat. Bei den Kutschi handelt es sich aber nachweislich nicht nur um paschtunische Nomaden, sondern auch um weitere unzählige Nomadenvölker der Region, die lediglich in Afghanistan und Westpakistan die Sprache Paschtu sprechen. Nach einer These von Jahanshah Derakhshani handelt es sich bei den Kutschi im Kern um Nachfahren der Gutschi, eines nomadischen Volkes in der Region aus der vorislamischen Zeit, die jeweils die Sprachen ihrer sesshaften Nachbarn übernommen haben.

## Stammesgesellschaft
Das Paschtunwali ist ein Ehrenkodex, Verhaltenskodex und Gewohnheitsrecht. Es ist vorislamischen Ursprungs und zeigt Enevoldsen zufolge einen alten indoeuropäischen Ursprung, jedoch erinnern einige Praktiken, wie das Badal (Rache), an die Merkmale der abrahamitischen Religion.
Zu den wichtigsten Begriffen des Paschtunwali zählen:
- die Gastfreundschaft (Melmastya)
- die Rache (Badal), wörtlich „Austausch“ (siehe auch Blutrache)
- der Zusammenhalt der Familie
- das Asylrecht (Pana)

## Sprache

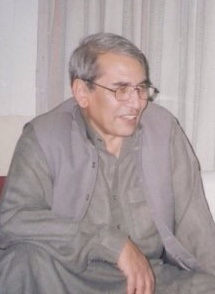
Kabir Stori hat zur Entwicklung und Verbreitung seiner Sprache im europäischen Raum durch die Medien beigetragen.

Die Sprache der Paschtunen ist Paschtu, die zum südöstlichen Zweig der iranischen Sprachfamilie gehört. Paschtu umfasst weltweit etwa 25 bis 40 Millionen Muttersprachler.
Die ostiranischen Sprachen, deren prominentester Vertreter heute das Paschtu ist, variieren von anderen iranischen Sprachen durch bestimmte Lautgesetze, die ihre unterschiedliche Entwicklung erklären. Indisch-dravidische Einflüsse auf die Sprache der Paschtunen, wie z. B. retroflexe Konsonanten oder Ergativ-Bildung, deuten auf eine eindeutig südöstliche Abstammung der Sprache hin. Damit unterscheidet sich Paschtu als südöstliche iranische Sprache von den nordöstlichen iranischen Sprachen, wie z. B. Jaghnobi (heutige Form des antiken Sogdisch) oder auch dem antiken Baktrischen. Da Paschtu hauptsächlich von Paschtunen gesprochen wird und keinen bedeutenden Einfluss auf benachbarte Sprachen hatte, kann man somit direkte Rückschlüsse auf die Abstammung und das Abstammungsgebiet des Volkes der Paschtunen ziehen. Demnach müsste das Ursprungsgebiet der Paschtunen im südöstlichen Teil des Iranischen Hochlands, d. h. südlich des Hindukusch, gelegen haben (dies entspricht dem einstigen Gebiet der obengenannten Pactyan).
Die ersten literarischen Werke des Paschtu stammen womöglich aus der Zeit der Islamisierung des Hindukusch. Als bekanntester Dichter dieser Sprache gilt der paschtunische Nationalheld und Volksdichter Khuschal Khan Khattak (1613–1689). Weitere bekannte Dichter der paschtunischen Sprache sind der patriotische Dichter Kabir Stori, der Mystiker und islamische Gelehrte Abdul Rahman Mohmand, sowie Hamid, der feinfühlige Liebesdichter.

## Aktuelles
Die islamistischen Taliban wurden im von Paschtunen bewohnten Grenzgebiet zwischen Afghanistan und Pakistan gegründet, und rekrutierten ihre Kämpfer hauptsächlich aus ihren Reihen (Ghilzai und anderen paschtunischen Stämmen aus Pakistan). Nationalistische Paschtunen bezeichnen seit geraumer Zeit Afghanistan und Paschtunistan als Pakhtunkhwa.